# Avicularia purpurea
Avicularia purpurea là một loài nhện trong họ Theraphosidae và thuộc chi Avicularia. Loài này phân bố ở Ecuador (sông Amazone).